# Bầu cử tổng thống Nam Phi 2009
Một cuộc bầu cử tổng thống gián tiếp sẽ được tổ chức tại Nam Phi ngày 6/5, 2009 theo sau cuộc tổng tuyển cử ngày 22/4, 2009. Theo thông báo của Ủy ban Bầu cử Nam Phi, Đảng Đại hội Dân tộc Phi giành được chiến thắng vang dội trong cuộc bầu cử này. Đảng này sẽ tiếp tục thống trị Quốc hội Nam Phi và hầu hết các Hội đồng Lập pháp cấp tỉnh.

## Bầu cử
Theo đó, Đảng Đại hội Dân tộc Phi giành được 264 ghế tại Quốc hội bao gồm 400 ghế. Tuy nhiên, Đảng Đảng Đại hội Dân tộc Phi đã không giành được đa số ghế trong Quốc hội, chỉ thiếu đúng 2 ghế. Đảng Đại hội Dân tộc Phi cũng giành được 126 ghế tại các Hội đồng Lập pháp cấp tỉnh.

## Hậu thuẫn
Lãnh đạo Đảng Đại hội Dân tộc Phi đã có được sự hậu thuẫn từ những người thuộc tầng lớp lao động vì họ tin rằng vị tổng thống này sẽ mang lại công ăn việc làm cho người dân và cải thiện các dịch vụ công cộng. Zuma cam kết cố gắng bảo vệ các công việc cho người dân Nam Phi trong khi đó ông sẽ không có nhiều thay đổi trong các chính sách của chính phủ. Tuy nhiên, ông Zuma lên nắm quyền trong điều kiện nền kinh tế Nam Phi đang lâm vào tình trạng khủng hoảng, với hàng ngàn công nhân trong ngành khai khoáng bị mất việc làm trong những tháng đầu năm 2009.

## Sau đó
Đây được coi là chiến thắng vang dội của lãnh tụ Jacob Zuma của Đảng Đại hội Dân tộc Phi. Zuma sẽ trở thành Tổng thống Nam Phi sau khi Quốc hội nước này nhóm họp vào đầu tháng 5 để bầu ra người đứng đầu đất nước. Phát biểu trên truyền hình quốc gia ngay sau khi công bố kết quả cuộc bầu cử, ông Zuma nói: "Chúng ta hãy cùng nhau hợp tác để lập nên một chính phủ cho toàn bộ người dân Nam Phi. Tổng thống mới của Nam Phi sẽ là một vị tổng thống của mọi người và sẽ làm hết sức để mang đoàn kết cho Nam Phi".
Với sự tham gia đông đảo của cử tri và số lượng cử tri đăng ký tới mức kỷ lục, cuộc bầu cử này được coi là thành công rực rỡ. Thủ tướng Anh Gordon Brown gọi điện tới chúc mừng ông Zuma. Thủ tướng Anh mong muốn hợp tác chặt chẽ với chính phủ mới của Nam Phi.

## Đảng khác
Kết quả của một số đảng còn lại
| Tên đảng          | Quốc hội | HĐ Lập pháp cấp tỉnh |
| ----------------- | -------- | -------------------- |
| Liên minh Dân chủ | 67       | 16                   |
| Đại hội Nhân dân  | 30       | 16                   |
| Tự do Inkatha     | 18       | 9                    |
| Dân chủ Đoàn kết  | 4        | 3                    |
| Mặt trận Tự do    | 4        | 3                    |
| Dân chủ Độc lập   | 4        | 3                    |